# Lill-Vargtjärnen, Jämtland
Lill-Vargtjärnen är en sjö i Åre kommun i Jämtland och ingår i Indalsälvens huvudavrinningsområde. Lill-Vargtjärnen ligger i Vålådalen Natura 2000-område.